# 1673 ван Гаутен
1673 ван Гаутен (1673 van Houten) — астероїд головного поясу, відкритий 11 жовтня 1937 року.
Тіссеранів параметр щодо Юпітера — 3,193.
Названий на честь нідерландського астронома Корнеліса Йоганнеса ван Гаутена (нід. Cornelis Johannes van Houten, 1920—2002).